# Улица Коллонтай (Санкт-Петербург)
Улица Коллонта́й — улица в Невском районе Санкт-Петербурга. Одна из основных транспортных магистралей Весёлого Посёлка. Ограничена Дальневосточным проспектом и улицей Кржижановского. Движение трёхполосное в обе стороны. Посередине дороги проходят трамвайные пути. В перспективе в створе улицы Коллонтай будет построен мост, который соединит правый и левый берега Невы.

## История
Магистраль получила своё имя в честь революционерки и советского деятеля Александры Михайловны Коллонтай. Станцию метро «Проспект Большевиков» в первоначальном проекте планировалось назвать «Улица Коллонтай».
В месте пересечения улицей Коллонтай реки Оккервиль через последнюю перекинут одноимённый с улицей мост. Также ведётся проектирование моста через Неву.
На пересечении улицы Коллонтай и Дальневосточного проспекта построено несколько гипермаркетов торговых сетей города.

## Достопримечательности
- Ледовый дворец
- Родильный дом № 18

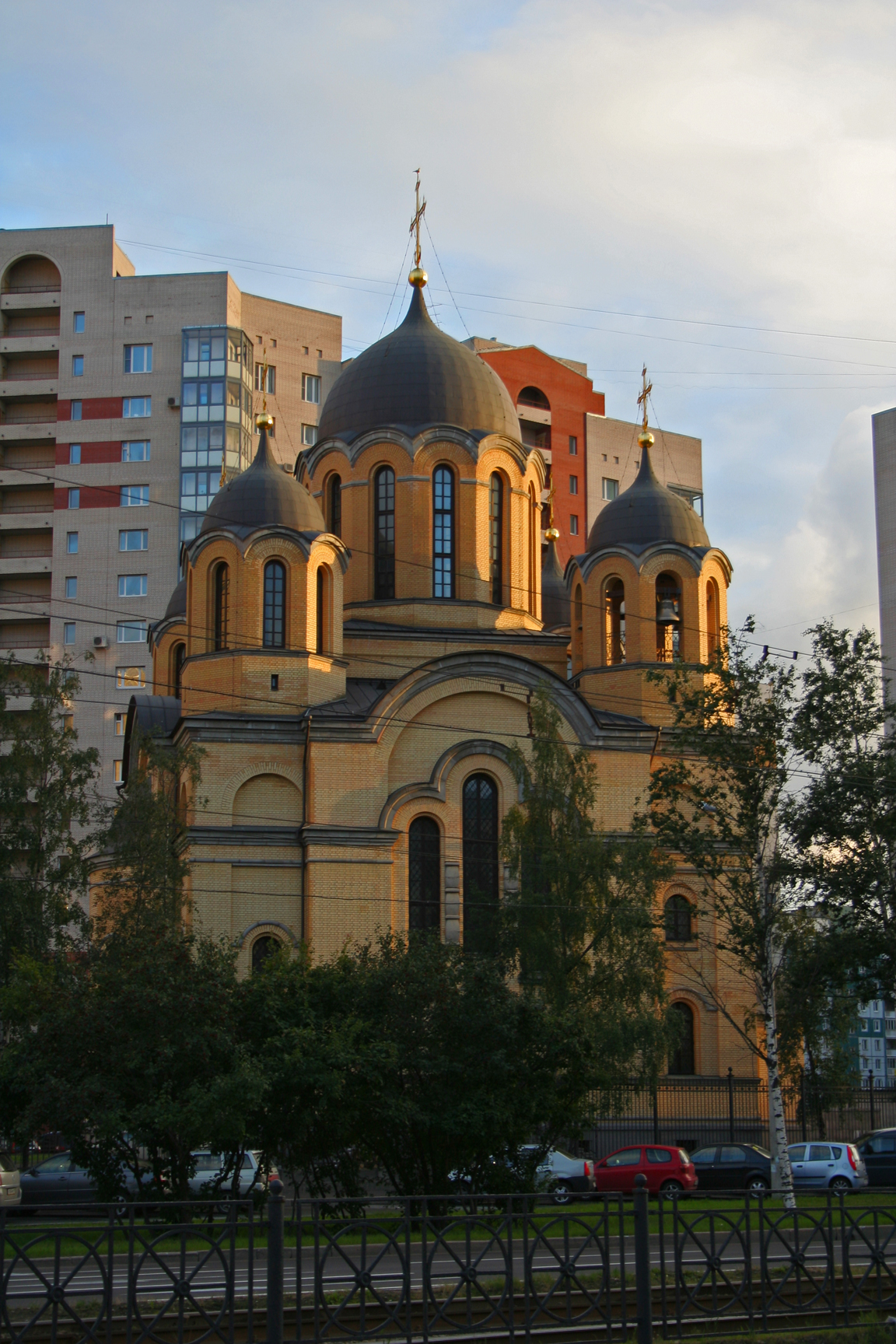
Православный храм, построенный в 2006—2007 годах на улице Коллонтай

- Церковь Рождества Христова в Весёлом Посёлке

## Транспорт
Метрополитен: станция «Проспект Большевиков»
Трамваи
- № 10 (пр. Солидарности — ул. Передовиков)
- № 27 (ст. м. «Рыбацкое» — к/ст. «Река Оккервиль»)
- № 65 (к/ст. «Река Оккервиль» — завод им. Ленина)
- № А (к/ст. «Река Оккервиль» — к/ст. «Река Оккервиль» (кольцевой))

Трамвайная линия проходит от начала улицы до проспекта Солидарности.
Троллейбусы
- № 33 (ул. Подвойского — Суворовский пр.)
- № 43 (АС «Река Оккервиль» — ст. м. «Площадь Ленина»)

Троллейбусная линия проходит от начала улицы до перекрестка проспект Большевиков / проспект Пятилеток / Российский проспект.
Автобусы
- № 12 (пр. Солидарности  — Рощинская ул.)
- № 97 (Завод ЖБИ №1 — ул. Коллонтай, 47)
- № 118 (пр. Александровской фермы — ул. Коллонтай, 47)
- № 140 (ул. Коллонтай, 47 — ж/д платформа «Сортировочная им. Морозова»)
- № 161 (пр. Солидарности — ул. Джона Рида)
- № 164 (пр. Солидарности — ул. Химиков)
- № 169 (ст. м. «проспект Большевиков» — Хасанская ул.)
- № 191 (АС «Река Оккервиль» — ст. м. «Петроградская»)
- №209 (пр. Солидарности — Союзный пр.)
- № 255А (ст. м. «проспект Большевиков» — ст. м. «проспект Большевиков» (кольцевой))
- № 255Б (ст. м. «проспект Большевиков» — ст. м. «проспект Большевиков» (кольцевой))
- № 264 (АС «Пискарёвка» — Большой Смоленский проспект)
- № 288 (Улица Маршала Тухачевского — ст. м. «Купчино»)

## Пересекает следующие улицы
- Дальневосточный проспект
- Нерчинская улица
- улица Белышева / улица Джона Рида
- Искровский проспект / улица Бадаева
- Клочков переулок
- безымянная площадь (проспект Большевиков, проспект Пятилеток, Российский проспект)
- Товарищеский проспект
- проспект Солидарности
- улица Кржижановского / улица Лопатина